# Franz Regis Clet
 Franz Regis Clet CM (* 19. August 1748 in Grenoble; † 17. Februar 1820 in China) ist ein Märtyrer und ein Heiliger der römisch-katholischen Kirche.

## Leben
Franz Regis Clet trat 1768 in die Kongregation der Lazaristen ein und studierte Katholische Theologie. Nach seiner Priesterweihe arbeitete er fünfzehn Jahre lang als Dozent im Priesterseminar von Annecy, ehe er 1787 Seminardirektor in Paris wurde. Nach der Französischen Revolution konnte er sein Priesteramt nicht mehr in Frankreich ausüben und wurde auf eigenen Wunsch als Missionar nach China entsandt. Im Juni 1819 geriet er bei einer Christenverfolgung in Gefangenschaft. Am 17. Februar 1820 wurde er am Kreuz erdrosselt. Franz Regis Clet wurde am 27. Mai 1900 von Papst Leo XIII. selig und im Jahr 2000 von Papst Johannes Paul II. heiliggesprochen.